# Megachile nigrimanus
Megachile nigrimanus is een vliesvleugelig insect uit de familie Megachilidae. De wetenschappelijke naam van de soort is voor het eerst geldig gepubliceerd in 1977 door Schulten.